# یانیک زامبرناردی
یانیک زامبرناردی (انگلیسی: Yannick Zambernardi؛ زادهٔ ۳ سپتامبر ۱۹۷۷) بازیکن فوتبال اهل فرانسه است.
از باشگاه‌هایی که در آن بازی کرده‌است می‌توان به باشگاه فوتبال هیبرنین، باشگاه فوتبال باستیا، باشگاه فوتبال تروا، و باشگاه فوتبال آژاکسیو اشاره کرد.